# Оуэнс, Тим
Тимоти Стивен Оуэнс (англ. Timothy Steven Owens, род. 13 сентября 1967; также известен под сценическим псевдонимом Ripper (с англ. — «Потрошитель»)) — американский рок-музыкант, известен как участник Judas Priest, Iced Earth и сольного проекта Ингви Мальмстина.

## Биография
Тимоти Стивен Оуэнс родился 13 сентября 1967 года в городе Акрон, Огайо, США. Начинал свою карьеру участником малоизвестных групп Brainicide и Winter’s Bane, а позднее British Steel, трибьют-группы, исполнявшей песни британской группы Judas Priest. Именно тогда он начал использовать псевдоним «Риппер», взятый от имени «Jack the Ripper» — Джек-Потрошитель. Благодаря его музыкальным способностям и хорошему знанию репертуара Judas Priest, в 1996 году он получил приглашение стать вокалистом этой группы вместо покинувшего группу Роба Хэлфорда. С Judas Priest Оуэнс записал альбомы Jugulator и Demolition. В 2001 году был снят фильм «Рок-звезда», главный герой которого был списан с Риппера.
В 2003 году американскую группу Iced Earth покинул вокалист Мэтт Барлоу, срывая запись альбома The Glorious Burden. Тим Оуэнс был приглашен на временную замену Барлоу, записать один альбом. Однако, узнав, что Judas Priest намерены провести воссоединение с Робом Хэлфордом, Риппер остался в Iced Earth на постоянной основе. Он записал с этой группой ещё один альбом Framing Armageddon в стиле спид/пауэр метал, и снялся в видеоклипе на песню «Ten Thousand Strong». Параллельно Оуэнс сформировал группу Beyond Fear, в которой был лидером и автором материала.

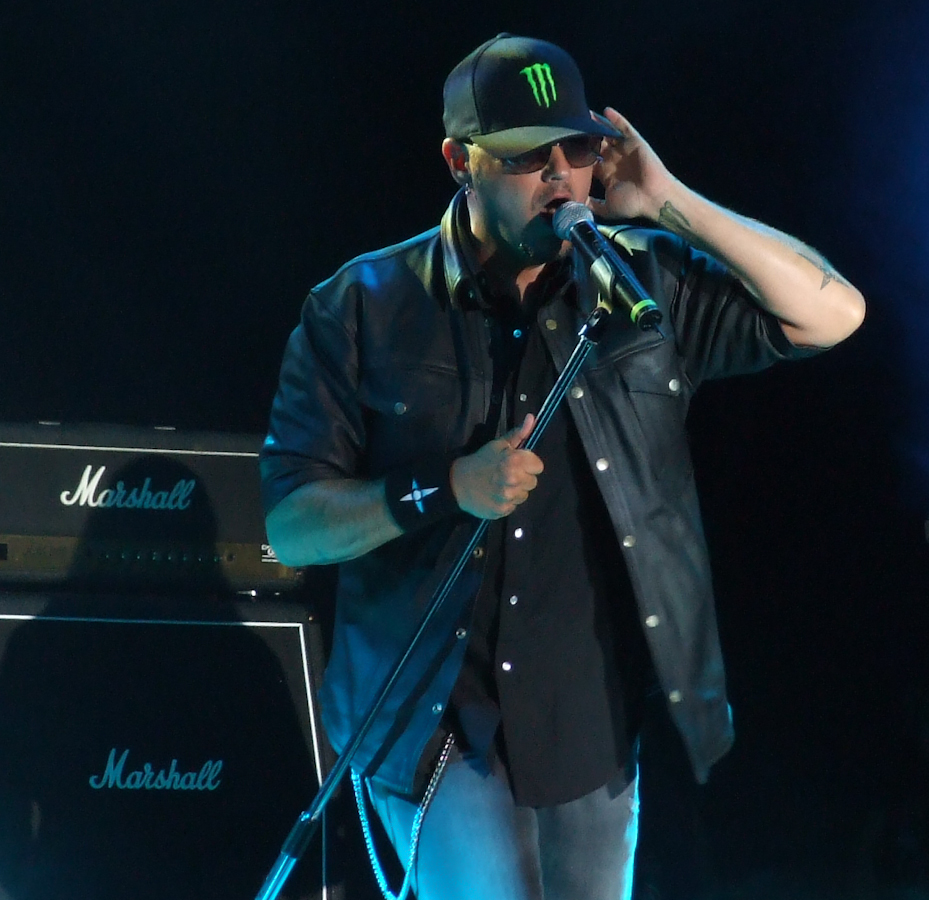
DIO Disciples, Болгария. 2012 год

Состав Iced Earth был крайне нестабильным, и в 2007 году Джон Шаффер и Оуэнс объявили, что расстаются. Тим сосредоточился на своей сольной группе Beyond Fear. На его место в Iced Earth вернулся Мэтт Барлоу. Параллельно с работой в своей группе, Риппер вступил в состав сольного проекта гитариста Ингви Мальмстина. В 2008 году Ингви и Тим записали альбом Perpetual Flame. А в 2009 году Оуэнс выпустил первый сольный альбом — Play My Game. В конце 2008 года вошёл в состав супергруппы HAIL. На данный момент в группу, помимо Тима, входят также Джеймс Ломенцо (бас-гитара, Megadeth), Глен Дровер (гитара, Megadeth) и Пол Бостаф (ударные, Slayer).
Весной 2009 года Ричард Кристи завершил написание музыки для своего нового проекта, который получил название Charred Walls of the Damned (en:Charred Walls of the Damned). Тим Оуэнс стал вокалистом в этом коллективе. Помимо основных проектов, в 2010 году Тим стал участником новых глав метал-опер Avantasia и Soulspell.
Летом 2011 года принимает участие в европейском турне в составе кавер-группы Dio Disciples, в концертный репертуар которых будут входить песни, исполняемые при жизни Ронни Джеймсом Дио.

## Дискография
- Brainicide — Brutal Mentality (демо, 1990)
- Winter’s Bane — Heart Of A Killer (1993, переиздан в 2000)
- Judas Priest — Jugulator (1997)
- Judas Priest — ’98 Live Meltdown (концерт, 1998)
- Judas Priest — Demolition (2001)
- Judas Priest — Live In London (DVD, 23 июля 2002)
- Judas Priest — Live In London (концерт, 2003)
- Iced Earth — The Reckoning (сингл, 2003)
- Iced Earth — The Glorious Burden (2004)
- Iced Earth — Overture Of the Wicked (сингл, 2007)
- Iced Earth — Framing Armageddon (2007)
- Beyond Fear — Beyond Fear (2006)
- Yngwie Malmsteen’s Rising Force — Perpetual Flame (2008)
- Tim «Ripper» Owens — Play My Game (2009)
- Charred Walls Of The Damned — Charred Walls of the Damned (2010)
- Yngwie Malmsteen — Relentless (2010)
- Avantasia — The Wicked Symphony (2010)
- Charred Walls Of The Damned — Cold Winds On Timeless Days (2011)
- Wolfpakk — Wolfpakk (2011)
- SoulSpell — Hollow's Gathering (2012)